# 260er v. Chr.
Portal Geschichte | Portal Biografien | Aktuelle Ereignisse | Jahreskalender | Tagesartikel

◄ |
1. Jahrtausend v. Chr. |

◄ |
4. Jh. v. Chr. |
3. Jahrhundert v. Chr. |
2. Jh. v. Chr. |
►

◄ | 290er v. Chr. | 280er v. Chr. | 270er v. Chr. | 260er v. Chr. |
250er v. Chr. |
240er v. Chr. |
230er v. Chr. |
►

269 v. Chr. |
268 v. Chr. |
267 v. Chr. |
266 v. Chr. |
265 v. Chr. |
264 v. Chr. |
263 v. Chr. |
262 v. Chr. |
261 v. Chr. |
260 v. Chr.

## Ereignisse

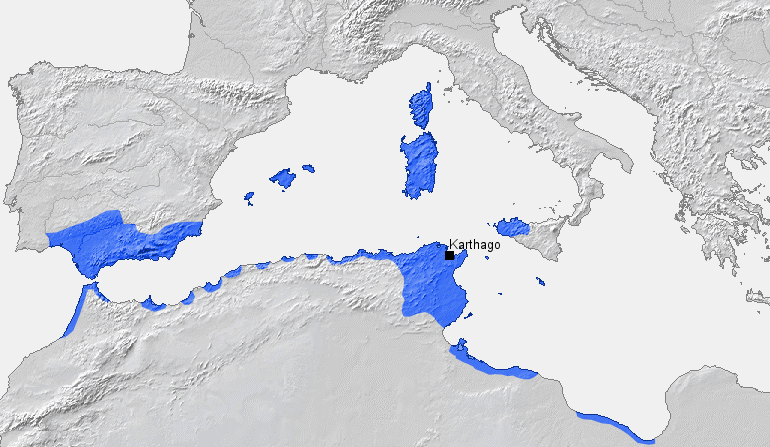
Lage von Karthago und karthagischer Machtbereich um 264 v. Chr.

- 269 v. Chr.: Das für die Wasserversorgung enorm bedeutsame Aquädukt Anio Vetus wird in Rom fertiggestellt.
- 268 v. Chr.: Ganz Italien (ohne die Po-Ebene) ist von den Römern unterworfen.
- 268 v. Chr.: Thronbesteigung von Ashoka dem Großen.
- 264 v. Chr.: Beginn des Ersten Punischen Krieges.

## Wissenschaft
- 260 v. Chr.: Philon von Byzanz beschreibt erstmals Wasserräder.

## Kultur
- 264 v. Chr.: Die ersten Gladiatorenspiele finden in Rom statt.